# Foresta casuale

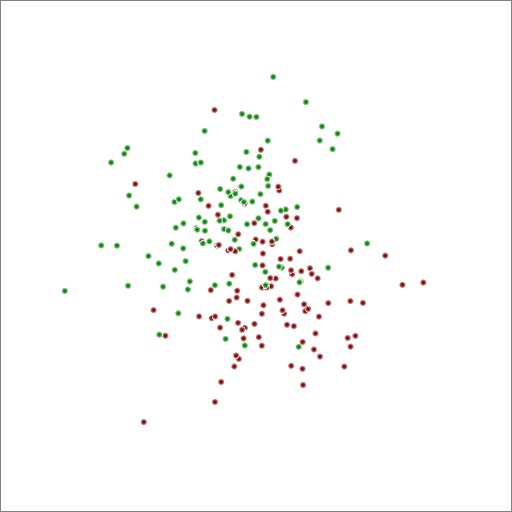
Dati d'allenamento consistenti in punti-nuvola di due gaussiane

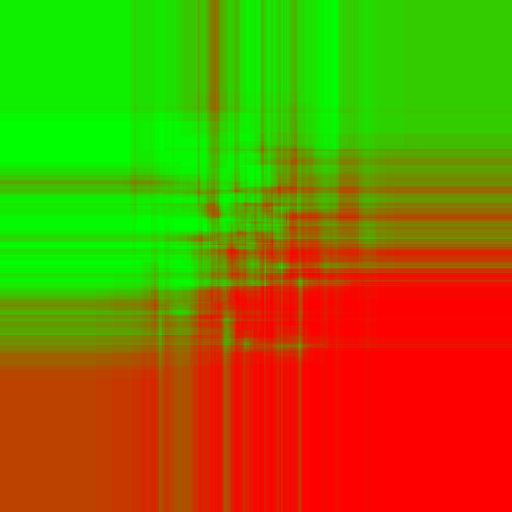
Una visualizzazione dello spazio-modello della Foresta casuale dopo un allenamento con i dati

Una foresta casuale (in inglese random forest) è un classificatore d'insieme ottenuto dall'aggregazione tramite bagging di alberi di decisione
L'algoritmo per la creazione di foreste casuali fu sviluppato originariamente da Leo Breiman e Adele Cutler.Le foreste casuali sono state proposte come soluzione atta a ridurre il sovradattamento del training set negli alberi di decisione.
Il nome viene dalle foreste di decisione casuali che furono proposte per la prima volta da Tin Kam Ho dei Bell Labs nel 1995.
Il metodo combina l'idea del bagging di Breiman con la selezione casuale delle caratteristiche, introdotta indipendentemente da Ho e Amit Geman al fine di costruire una collezione di alberi di decisione a varianza controllata.
La selezione di un sottoinsieme di caratteristiche è un esempio del metodo del sottoinsieme casuale che, nella formulazione di Ho, è un modo di implementare la discriminazione stocastica proposta da Eugene Kleinberg.

## Applicazioni
In combinazione col metodo chiamato Repeated Incremental and Pruning, trova impiego nella categorizzazione automatica di fatti e opinioni, così come nel fact-checking di singole proposizioni.